# Новосядло
Новосядло (пол. Nowosiadło) — село в Польщі, у гміні Слубіце Плоцького повіту Мазовецького воєводства.
Населення — 140 осіб (2011).
У 1975-1998 роках село належало до Плоцького воєводства.

## Демографія
Демографічна структура станом на 31 березня 2011 року:
|          | Загалом | Допрацездатний вік | Працездатний вік | Постпрацездатний вік |
| -------- | ------- | ------------------ | ---------------- | -------------------- |
| Чоловіки | 70      | 13                 | 47               | 10                   |
| Жінки    | 70      | 17                 | 34               | 19                   |
| Разом    | 140     | 30                 | 81               | 29                   |